# Stephen Lawhead
Stephen Lawhead is een Amerikaans schrijver. Hij begon zijn carrière in de journalistiek, als redacteur van het Amerikaanse tijdschrift Campus Life, met een maandelijks lezerspubliek van ongeveer een miljoen college- en highschool studenten. Als hobby speelde hij in rockbands.
In het begin van de jaren tachtig besloot hij zich volledig op het schrijven te gaan werpen. Na twee boeken in het sciencefiction of 'future fantasy' genre, begon Lawhead zich in de mythologie en de geschiedenis van de Kelten te verdiepen. In 1986 verhuisde Lawhead voor zijn onderzoek met zijn gezin naar Engeland en bleef daar achttien maanden. In 1990 besloot het gezin zich in Engeland te vestigen, in Oxford. De Pendragon Cyclus (Taliesin, Merlijn, Arthur) ontstond, waarin Arthur geplaatst wordt in het gewelddadige, post-Romeinse Keltische tijdperk.
Daarna volgde de Song of Albion trilogie. The Paradise War, The Silver Hand en The Endless Knot waren een ontwikkeling die voortkwam uit de Pendragon Cyclus. Albion is de mythische Keltische 'Anderwereld', waarvan het lot samenhangt met dat van de 'echte' wereld. Albion is helemaal gebaseerd op de Keltische mythologie en een levendige, angstaanjagende en heroïsche wereld.

## Boeken (NL)
- De Keltische Kruistochten
  - De Heilige Lans (2002)
  - Het Zwarte Kruishout (2003)
  - De Gewijde Beker (2004)
- Het Lied Van Albion
  - Oorlog In Het Paradijs (2004)
  - De Zilveren Hand (2006)
  - De Knoop Zonder Einde (verwacht: 17 december 2007)

## Boeken (UK)
- The Celtic Crusades
  - The Iron Lance (1991)
  - The Black Rood (1992)
  - The Mystic Rose (1993)
- The Dragon King trilogy
  - In The Hall Of The Dragon (1982)
  - The Warlords Of Nin (1983)
  - The Sword And The Flame (1984)
- The Pendragon Cycle
  - Taliesin (1987)
  - Merlin (1988)
  - Arthur (1989)
  - Pendragon (1994)
  - Grail (1997)
- The Song of Albion
  - The Paradise War (1991)
  - The Silver Hand (1991)
  - The Endless Knot (1993)
- Romans
  - Dream Thief (SF, 1983)
  - Byzantium (1996)
  - Avalon (1999)
  - Patrick. Son Of Ireland (2003)
  - City Of Dreams (2003)